# Mar Moreno
María del Mar Moreno Ruiz ([maˈɾia ðɛl ˈmaɾ moˈɾeno ˈrwiθ]), née le 7 mai 1962 à La Carolina (province de Jaén), est une femme politique espagnole membre du Parti socialiste ouvrier espagnol (PSOE).
Avocate diplômée de l'université de Grenade, elle adhère au PSOE en 1991. Après une carrière de déléguée de la Junte d'Andalousie dans la province de Jaén, elle est nommée vice-secrétaire générale du PSOE-A en 2000 par Manuel Chaves. Elle est élue présidente du Parlement d'Andalousie en mars 2004, étant la première femme à occuper ce poste.
En mars 2008, elle entre au gouvernement andalou comme conseillère aux Travaux publics sous la présidence de Manuel Chaves, mais elle démissionne au bout de trois mois pour devenir secrétaire aux Relations institutionnelles du PSOE dans l'équipe de José Luis Rodríguez Zapatero, étant parallèlement élue au Sénat. Choisie par Zapatero comme prochaine présidente de la Junte d'Andalousie, elle est nommée conseillère andalouse à l'Éducation en avril 2009 par José Antonio Griñán, héritier imposé par Manuel Chaves. Elle démissionne de la chambre haute des Cortes Generales, puis de la commission exécutive du PSOE en janvier 2010.
Elle se trouve promue conseillère à la Présidence en mars 2010, puis retrouve le département de l'Éducation deux ans plus tard. Elle quitte finalement l'exécutif territorial en septembre 2013, après l'accession au pouvoir de Susana Díaz. Elle ne se représente pas aux élections andalouses de 2015 en raison de sa mise en cause dans une affaire de fraude aux subventions aux entreprises, mais elle est reconduite au Sénat quelques semaines plus tard, ayant été blanchie par la justice.
Elle se retire de la vie politique en janvier 2018, après son entrée au conseil consultatif de la Junte d'Andalousie.

## Famille et formation
María del Mar Moreno Ruiz naît le 7 mai 1962 à La Carolina, dans la province de Jaén.
Elle est titulaire d'une licence en droit obtenue à l'université de Grenade (UGR) et avocate, profession qu'elle a effectivement exercé entre 1985 et 1994.

## Débuts et ascension en politique
Mar Moreno adhère au Parti socialiste ouvrier espagnol (PSOE) en 1991. Elle devient vice-secrétaire générale de la section de La Carolina, puis secrétaire de la commission exécutive provinciale de Jaén entre 1993 et 1994. Cette année-là, elle est élue membre du comité fédéral,.
Elle devient en 1991 directrice de cabinet de Francisco Vallejo (es), maire de La Carolina. Nommée en 1994 déléguée du département du Travail et des Affaires sociales de la Junte d'Andalousie dans la province de Jaén, elle est choisie en 1996 comme déléguée provinciale de la Junte.
À l'occasion du IXe congrès régional du Parti socialiste ouvrier espagnol d'Andalousie (PSOE-A), cette proche de Gaspar Zarrías est désignée le 3 décembre 2000 vice-secrétaire générale de la commission exécutive sur proposition du secrétaire général et président de la Junte Manuel Chaves, ce qui constitue l'une des principales nouveautés au sein de la direction du parti. Avec cette nomination, Chaves peut tenir son engagement de féminiser et renouveler les cadres du PSOE-A. Elle prend un an plus tard la présidence du comité fédéral.

## Présidente du Parlement d'Andalousie
Pour les élections au Parlement d'Andalousie du 14 mars 2004, Mar Moreno prend la tête de liste socialiste dans la circonscription de Jaén sur proposition du secrétaire général provincial, conseiller à la Présidence et tête de liste au cours des deux précédents scrutins, Gaspar Zarrías. Elle salue publiquement la « générosité » de ce dernier, qui pour sa part indique vouloir ainsi conforter le poids politique de la vice-secrétaire générale.
Le 23 mars 2004, Manuel Chaves annonce que Mar Moreno sera la candidate du PSOE-A à la présidence du Parlement d'Andalousie, créant la surprise parmi les dirigeants socialistes puisque ce poste est d'ordinaire réservé à une personne éloignée de la première ligne du jeu politique et que la candidate n'a encore jamais siégé au sein de l'hémicycle. Dans la mesure où Mar Moreno est perçue comme une potentielle successeure de Manuel Chaves, le choix de ce dernier est perçu par les directions régionale et nationale comme le signe qu'il sera de nouveau candidat au secrétariat général du PSOE andalou puisque le poste au caractère institutionnel marqué qu'il confie à sa vice-secrétaire générale empêche celle-ci d'assumer de nouvelles fonctions internes.
Mar Moreno est donc élue le 31 mars présidente du Parlement d'Andalousie à l'unanimité des 109 députés, étant la première femme à occuper cette fonction. Elle intègre quatre mois plus tard la commission exécutive fédérale du PSOE en qualité de secrétaire exécutive, sans responsabilité particulière, puis quitte la commission exécutive du PSOE-A alors que son poste de vice-secrétaire générale est supprimé.

## Conseillère de la Junte

### Travaux publics
Ayant refusé d'être tête de liste dans la circonscription de Jaén pour les élections législatives du 9 mars 2008, Mar Moreno est réélue au Parlement andalou puis décline la proposition de devenir porte-parole du groupe socialiste au Sénat, préférant poursuivre son parcours politique en Andalousie mais à un poste moins institutionnel que la présidence de l'assemblée législative. Le 18 avril, elle est ainsi nommée conseillère aux Travaux publics et aux Transports dans le sixième gouvernement de Manuel Chaves. Le secrétaire général du PSOE et président du gouvernement José Luis Rodríguez Zapatero la choisit alors comme la successeure de Manuel Chaves quand celui-ci décidera de quitter la présidence de la Junte andalouse.
À peine quelques semaines plus tard, elle est promue le 5 juillet secrétaire aux Relations institutionnelles et à la Politique des communautés autonomes au sein de la commission exécutive fédérale du PSOE, sous l'autorité de José Luis Rodríguez Zapatero. Réticente à abandonner le gouvernement andalou, les deux fonctions étant matériellement incompatibles en raison du temps plein que toutes deux nécessitent, elle finit par accepter après avoir été convaincue par José Luis Rodríguez Zapatero, Manuel Chaves, Luis Pizarro, Alfredo Pérez Rubalcaba et María Teresa Fernández de la Vega et cède ses fonctions gouvernementales dès le lendemain à son prédécesseur, Luis García Garrido. Elle est élue deux mois plus tard sénatrice par le Parlement d'Andalousie, en remplacement de Luis García Garrido.

### Éducation et Présidence
Mar Moreno revient au gouvernement andalou dès le 24 avril 2009, au poste de conseillère à l'Éducation, sa nomination constituant l'une des principales innovations du nouvel exécutif, aux côtés de la désignation de Rosa Aguilar comme conseillère aux Travaux publics et Luis Pizarro en tant que conseiller à l'Intérieur. Son retour se fait dans le cadre de l'accession au pouvoir de José Antonio Griñán en remplacement de Manuel Chaves, nommé au gouvernement national et qui a imposé cette solution à Zapatero en contrepartie de son départ à Madrid, alors que le chef de l'exécutif aurait pour sa part préféré voir Mar Moreno accéder à la présidence de la Junte.
Elle démissionne à la fin du mois de janvier 2010 de ses responsabilités au sein de la direction nationale du Parti socialiste, qui sont reprises par Gaspar Zarrías. Le 22 mars suivant, José Antonio Griñán procède à un remaniement exécutif par lequel il place Mar Moreno au poste de conseillère à la Présidence avec l'objectif d'en faire sa numéro deux. Au cours du congrès extraordinaire qui avait consacré José Antonio Griñán au secrétariat général régional du PSOE, elle avait été élue dix jours plus tôt membre sans responsabilité de la commission exécutive régionale.
Dans la perspective des élections du 25 mars 2012, la commission exécutive provinciale du PSOE de Jaén envisage initialement de ne pas la proposer comme candidate au Parlement, en raison de désaccords entre le PSOE provincial et José Antonio Griñán liés au XXXVIIIe congrès fédéral du parti, lui préférant la conseillère à l'Égalité Micaela Navarro. Elle est finalement investie pour le scrutin, occupant la troisième place de la candidature dont la première position revient effectivement à Micaela Navarro.
À l'issue de ce scrutin, Griñán forme le 5 mai son second gouvernement, confiant le département de la Présidence à la secrétaire à l'Organisation du PSOE-A Susana Díaz, alors que Mar Moreno retrouve le poste de conseillère à l'Éducation avec des compétences étendues à la formation professionnelle. Quand Susana Díaz prend la présidence de la Junte seize mois plus tard, elle nomme le 9 septembre Luciano Alonso conseiller à l'Éducation, à la Culture et aux Sports et fait ainsi sortir Mar Moreno de l'exécutif territorial. À peine trois jours plus tard, elle est réélue sénatrice par le Parlement, recueillant 103 voix sur 104 exprimés.

## Retrait de la vie politique

### Affaire ERE
En août 2014, la juge d'instruction de Séville Mercedes Alaya transmet au Tribunal suprême son dossier d'information judiciaire concernant l'« affaire ERE » — un dossier judiciaire mettant en cause de hauts responsables andalous de l'époque de Manuel Chaves dans l'attribution d'aides potentiellement frauduleuses à des entreprises contraintes de procéder à des licenciements, d'allocations à des salariés concernés par ces licenciements et placés en pré-retraite, ou de commissions à des intervenants intermédiaires traitant des dossiers — et inscrit le nom de Mar Moreno comme suspecte potentielle en sa qualité d'ancienne conseillère à la Présidence.
Après avoir ordonné un supplément d'information à la Garde civile en février 2015 puis entendu la mise en cause — à la demande expresse de celle-ci — le 21 avril, le juge d'instruction de la haute juridiction Alberto Jorge Barreiro exclut Mar Moreno de la liste des mis en examen, estimant notamment que l'exercice de ses fonctions au département de la Présidence est postérieur à la commission des faits reprochés.
Lors de la confection des listes pour les élections anticipées au Parlement d'Andalousie du 22 mars 2015, elle est exclue de la candidature socialiste dans la circonscription de Jaén, au même titre que deux autres anciens conseillers du gouvernement, tous étant alors mis en cause dans l'affaire ERE.

### Membre du conseil consultatif
Le 30 juin en revanche, Mar Moreno est incluse dans la liste des cinq candidats socialistes au Sénat que le Parlement andalou doit élire le lendemain, en raison de l'abandon de toute forme de poursuite à son encontre.
Le 21 janvier 2018, la présidente de la Junte Susana Díaz la nomme conseillère du conseil consultatif, une instance chargée de conseiller l'exécutif dans la rédaction des projets de loi et de décrets. Sa nomination aux côtés de l'ancien président Rafael Escuredo et de l'ancienne conseillère à la Justice Begoña Álvarez contribue à fortement politiser cette instance, d'autant que la cheffe de l'exécutif rompt la tradition instaurée par Manuel Chaves de négocier la composition du conseil avec l'opposition, s'appuyant sur le texte de la loi qui attribue au seul président de la Junte la faculté de nommer les membres du conseil consultatif. Elle doit alors démissionner du Sénat, où son siège est repris deux semaines plus tard par Fuensanta Lima.
Elle est reconduite au conseil consultatif le 8 mars 2023, à la suite d'un accord entre le Parti populaire, désormais au pouvoir, et le Parti socialiste. Au sein de ce dernier, la reconduction de Mar Moreno fait débat puisqu'elle a voté en faveur de plusieurs prises de position du gouvernement de Juan Manuel Moreno, mais la direction la soutient en mettant en avant son éloignement de la vie politique et son travail reconnu. En août 2024, elle approuve l'avis favorable au dépôt par le gouvernement andalou d'un recours devant le Tribunal constitutionnel contre la loi d'amnistie des indépendantistes catalans.